# Ai Di (kineski car)
Car Ai Di od Hana (kineskim pismom: 哀帝) (27. pr. Kr.–1. pr. Kr.) bio je kineski car iz dinastije Han. Na prijestolje je stupio u dobi od 20 godina, naslijedivši strica Chenga, koji je umro bez potomstva. Njegova vladavina, koja je trajala od 7. pr. Kr. do 1. pr. Kr. bila je obilježena dominacijom njegove bake carice majke Fu, stalnim sukobima dvorskih klika, rastom korupcije i nametanjem visokih poreza podanicima. 
Pred kraj vladavine je Ai došao pod snažan utjecaj dvorskog službenika po imenu Dong Xian, za koga veliki dio povjesničara vjeruje da mu je postao homoseksualni ljubavnik. Ai je Dong Xiana obasipao počastima te je pred smrt postao vrhovni zapovjednik kineske vojske. Wang Jia, premijer koji se nije slagao s time je po Aijevoj naredbi pogubljen. Ai je pred smrt izrazio želju neka ga Dong naslijedi na prijestolju, ali ju dvorski velikodostojnici nisu uslišili, nego su umjesto toga prijestolje dali Aijevom rođaku Pingu i Dong Xiana natjerali na samoubojstvo. Stvarnu vlast je kao regent preuzeo Wang Mang koji će uskoro nakon toga svrgnuti dinastiju Han.